# 国道148号

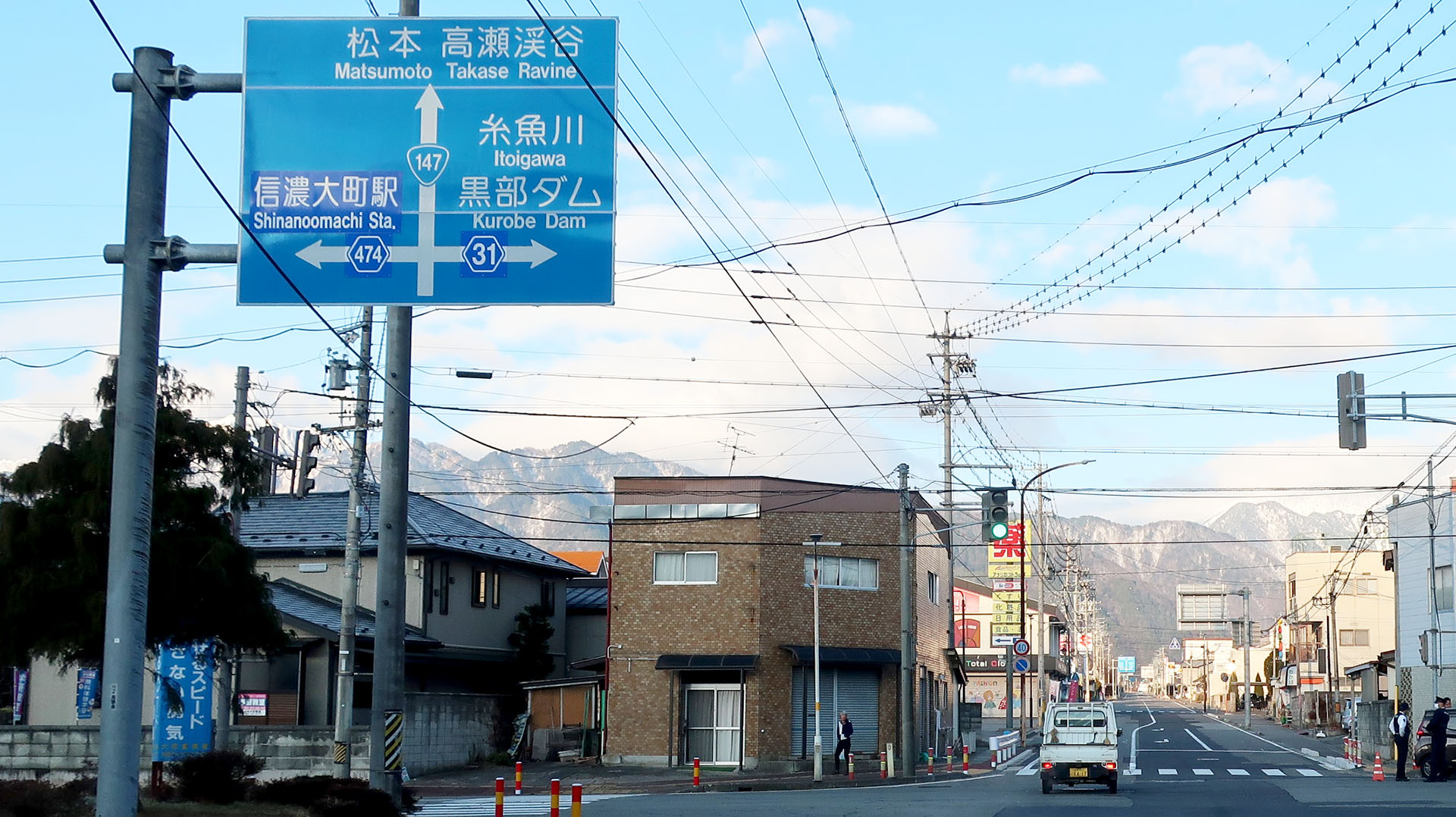
国道147号、国道148号起点
長野県大町市 大黒町交差点

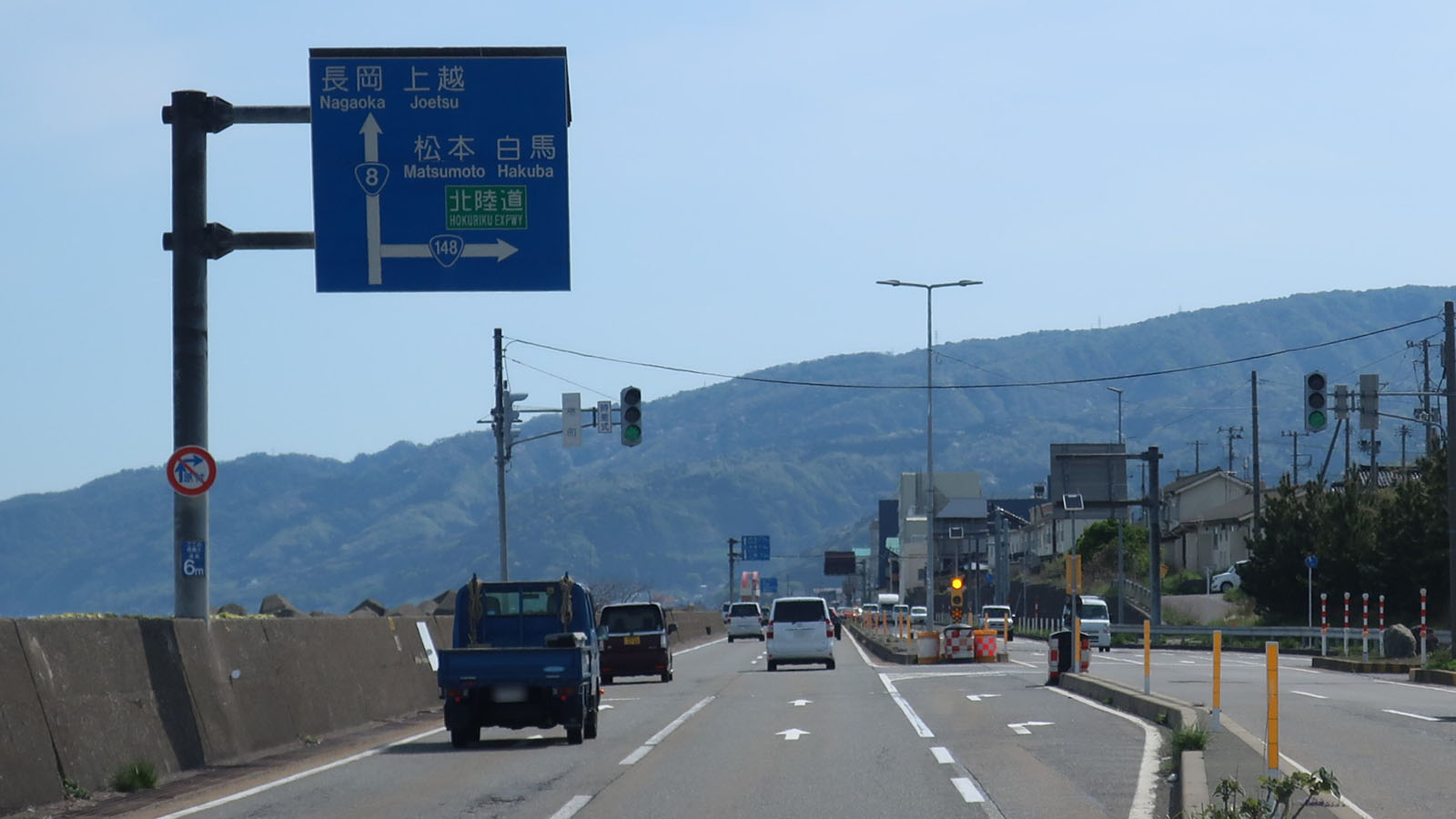
国道148号 終点
新潟県糸魚川市 横町交差点付近

国道148号（こくどう148ごう）は、長野県大町市から新潟県糸魚川市に至る一般国道である。

## 概要

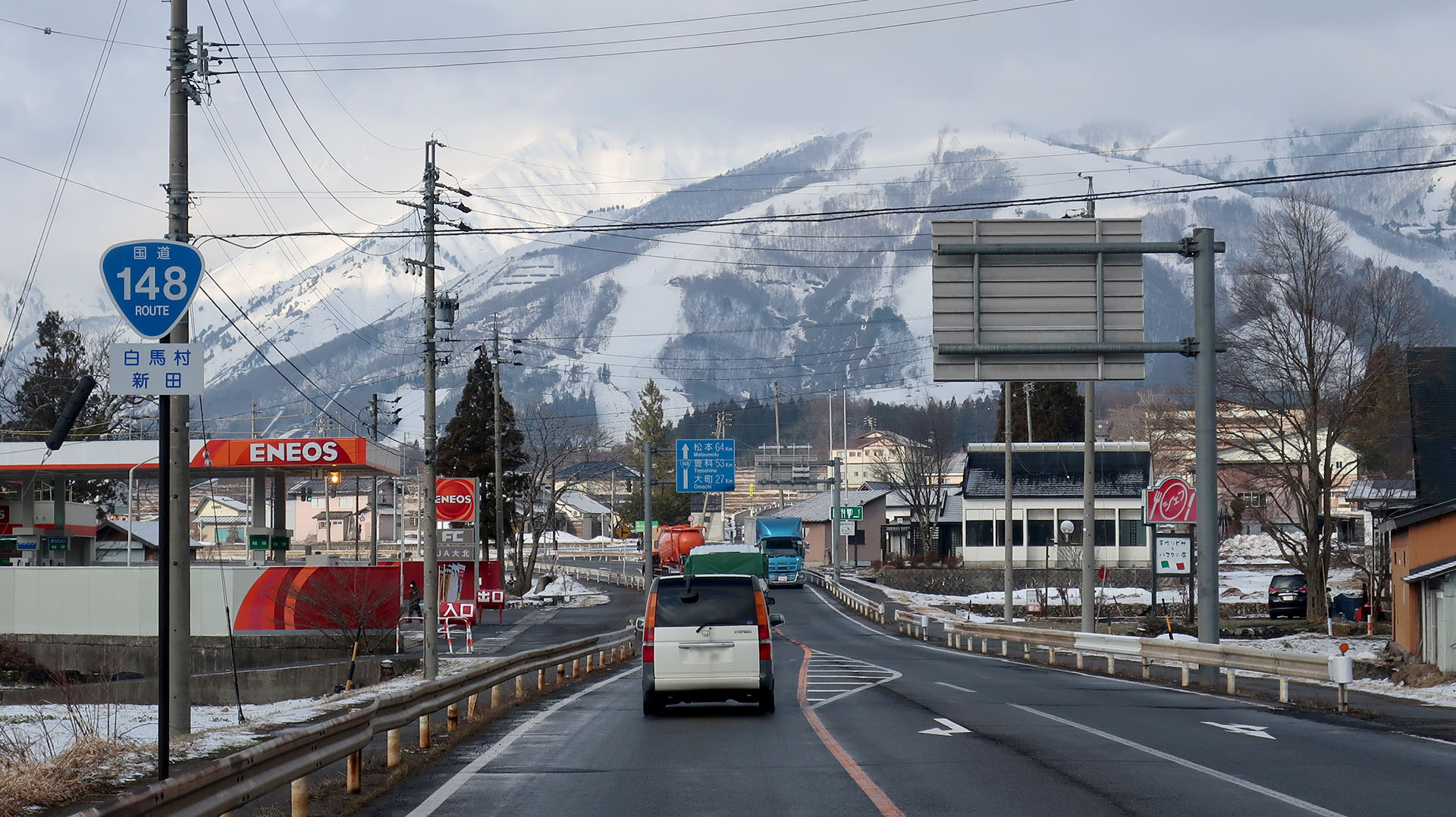
長野県北安曇郡白馬村新田
（2021年3月撮影）

国道147号などとあわせて、松本市・長野県南部方面と、糸魚川市・および富山県・石川県など北陸地方とを連絡する道路である。ほぼ全線が、鉄道の大糸線や、日本海へ注ぐ姫川に沿って並行する。北陸自動車道の糸魚川ICと、長野自動車道（中央自動車道長野線）の安曇野ICの間を結ぶ最短連絡路線で、北陸と関東を結ぶ産業・経済を支える主要な幹線道路に位置づけられている。また、長野県と富山県は隣接しているが直結する道路や鉄道がなく（観光・工事用ルートである立山黒部アルペンルートを除いては）アクセスできないため、当線の糸魚川経由が最短ルートとなる。
古くは信濃国に塩を運ぶ重要な街道（千国街道）であったことから「塩の道」ともよばれた。新潟県糸魚川市大所 - 根小屋の区間は、防雪の道として、旧建設省と「道の日」実行委員会により制定された、「日本の道100選」の一つに選定されている。

### 路線データ
一般国道の路線を指定する政令に基づく起終点および重要な経過地は次のとおり。
- 起点：大町市（大黒町交差点 = 国道147号起点、長野県道31号長野大町線・長野県道474号信濃大町停車場線終点）
- 終点：糸魚川市（横町交差点 = 国道8号交点）
- 重要な経過地 : 長野県北安曇郡白馬村
- 総延長 : 70.4 km（新潟県 24.0 km、長野県 46.4 km）重用延長を含む。[3][注釈 2]
- 重用延長 : 0.4 km（新潟県 - km、長野県 0.4 km）[3][注釈 2]
- 未供用延長 : なし[3][注釈 2]
- 実延長 : 70.0 km（新潟県 24.0 km、長野県 46.0 km）[3][注釈 2]
  - 現道 : 70.0 km（新潟県 24.0 km、長野県 46.0 km）[3][注釈 2]
  - 旧道 : なし[3][注釈 2]
  - 新道 : なし[3][注釈 2]
- 指定区間：なし[4]

## 歴史
古くから越後の糸魚川地方と信州の関係は深く、海産物などの流通路、いわゆる「塩の道」ともよばれる千国街道で結ばれてきた。行商人が塩や干し魚などの重荷を背負って歩き、谷を遡って峠を越え、冬は雪崩にさえぎられるなど、難所続きの道であった。明治時代に入ると、1879年（明治12年）6月7日、新潟県道により「須沢（国道三等点）ヨリ大谷内小滝山ノ坊ヲ経テ長野県下来馬駅二至ル線路」として県道三等に仮指定された。
その後、塩の道に代わるルートとして谷を流れる姫川沿いに、荷車や馬車が通行可能な平坦な馬車道としての開削が望まれるようになり、1882年（明治15年）に長野県が打ち出した七道開墾事業の一つとして計画され、1883年（明治16年）に実測調査を開始し、1885年（明治18年）5月に着工。1886年（明治19年）10月に大町から新潟県境までの工事が完了し、1890年（明治23年）に大町糸魚川線として仮定県道指定され、1892年（明治25年）11月の新潟県側の工事完了をもって全工事が完了した。しかし、厳しい地形を縫うこの道は、風雨のたびに落石が相次ぎ、冬季は雪崩が谷を埋め尽くしてしまうことから、12月から4月までの間はいっさいの交通が途絶えた。また、かつて猫鼻の橋を経由していたルートは姫川の増水により何度も流失したため、後に葛葉峠経由の路線に変更されている。
1920年（大正9年）4月1日には新潟県告示により県道糸魚川松本線となり、1936年（昭和11年）9月25日には内務省告示で県道27号糸魚川松本線となった。この間にも1932年（昭和7年）に小谷橋、1937年（昭和12年）に親沢橋、1939年（昭和14年）に川尻の姫川橋と東橋がコンクリートの永久橋に改良されるなど、若干の道路改良が進められた。
国道指定直前の1950年（昭和25年）7月20日には、集中豪雨による姫川の増水により、小滝村突附地内の区間が約20 m押し流される被害を受けた。
戦後の1953年（昭和28年）5月18日に、このルートが二級国道148号に指定され、日本の高度経済成長とともに自動車交通の激増により改良事業が推進されていき、姫川に架かるつり橋の架け換え事業や交通難所のトンネルの建設、道路舗装工事、大規模なバイパス道路の開通が行われてきた。
国道の本格的な除雪は昭和30年代後半から始まったが、道幅も狭く除雪機の数が少なかったため大雪などの時は対応困難であったが、1965年（昭和40年）から国や長野県からの補助を受けて除雪車の導入を図り、国道の主要部分の除雪が可能となった。
防雪設備の整備は、雪寒法の制定により、雪崩防止柵や擁壁が当初設置されたが、その目的が果たすことができず、1961年（昭和36年）よりスノーシェッドの整備が着手された。以来、スノーシェッド設置の進ちょく状況により、それまでの冬季における除雪が一部区間に限られていたが、整備のかいがあり、1980年（昭和55年）に全線の完全除雪を達成した。だが、翌1981年（昭和56年）は豪雪により、70日あまりの通行止めを余儀なくされることとなる。以後、防雪施設の整備がさらに推進され、冬季通行止め日数は年々減少し、1986年（昭和61年）以降は、小規模の雪崩の発生はあるものの冬季通行止めは1日もなくなった。
1995年（平成7年）は信越地方を襲った集中豪雨により7.11水害が発生し、国道148号は未曽有の被害を受けることとなった。しかし、1998年（平成10年）の長野冬季オリンピック開催までのあいだに、整備を進めてきた改良工事も供用され、災害復旧も新国界橋を除いて完了したことにより、オリンピック会場への連絡道路としての効用を果たしている。

### 年表
- 1953年（昭和28年）5月18日 - 二級国道148号大町糸魚川線（長野県北安曇郡大町[注釈 3] - 新潟県西頸城郡糸魚川町[注釈 4]）として指定施行[12]。
- 1963年（昭和38年）5月1日 - 小谷橋架け替え工事完成[13]。
- 1965年（昭和40年）4月1日 - 道路法改正により一級・二級区分が廃止されて一般国道148号として指定施行[2]。
- 1969年（昭和44年）4月16日 - 北陸本線の跨線橋が完成。これは1964年（昭和39年）より用地買収が始まった糸魚川市上刈以北のバイパス区間の一部である[14]。
- 1974年（昭和49年）
  - 3月7日　- 糸魚川市中山地内で雪崩が発生。国道を走行中の乗用車が流されて大破、3人が負傷[15]。
  - 9月8日 - 南小谷駅前の柳瀬橋竣工[16]。
  - 10月21日 - 赤石平トンネル竣工[17]。
  - 12月9日 - 新外沢トンネル（1,360 m）竣工[18]。
- 1976年（昭和51年）
  - 6月1日 - 終点が国道8号糸魚川バイパスに直結される[19]。
  - 12月8日 - 中山橋完成・命名式[20]。
- 1977年（昭和52年）12月6日 - 山本橋完成により、山本バイパスが開通[21]。
- 1980年（昭和55年）11月1日 - 大前トンネル開通[22]。
- 1982年（昭和57年）9月22日 - 葛葉峠バイパス起工式[6][23]。
- 1987年（昭和62年）
  - 8月10日 - 「日本の道100選」に選定され、顕彰を受ける[24]。
  - 11月30日 - 根小屋バイパス開通[25]。
  - 12月22日 - 平岩地内で「日本の道100選」選定記念「除雪の道」碑の除幕式[25]。
  - 12月25日 - 外沢以北建設省直轄工事が政府予算案に入る[26]。
- 1988年（昭和63年） - 下里瀬トンネル起工式[26]。
- 1989年（平成元年）11月8日 - 千国バイパス完成[27]。
- 1990年（平成2年）
  - 3月15日 - 中土トンネル起工[28]
  - 11月30日 - 「小谷道路」と称した建設省直轄改良事業着手（外沢トンネル北口から新潟県境までの5,700 m）[9][27][28][29]
- 1992年（平成4年）4月17日 - 湯原トンネル開通[30]。
- 1993年（平成5年）11月15日 - 下里瀬 - 川尻間の新ルートが供用開始[30]。
- 1994年（平成6年）
  - 5月30日 - 平倉トンネル起工式[30]
  - 11月25日 - 平岩バイパスおよび湯原 - 平岩間開通[6][30][31]。
- 1995年（平成7年）
  - 7月11日 - 7.11水害により、姫川本流が氾濫したほか土石流や地すべりが頻発。各所で路盤が流出したほかスノーシェッドが倒壊するなどにより翌年まで通行が不能となった。
  - 12月22日 - 正午より平岩 - 小滝間が復旧[32]。
- 1997年（平成9年）11月25日 - 小谷道路の北小谷下寺 - 湯原トンネル手前2.3 kmが開通[33]。
- 1998年（平成10年）12月3日 - 新国界橋が開通[34]。
- 2000年（平成12年）11月21日 - 小谷大橋が開通[35]。
- 2006年（平成18年）11月17日 - 新光沢橋開通[36]。
- 2011年（平成23年）4月1日 - 同日より大黒町交差点 - 南借馬交差点の旧道が国道148号の指定から外れ、長野県道31号長野大町線の単独区間となる[37]。
- 2015年（平成27年）6月7日 - 小谷道路が完成[38]。

## 路線状況

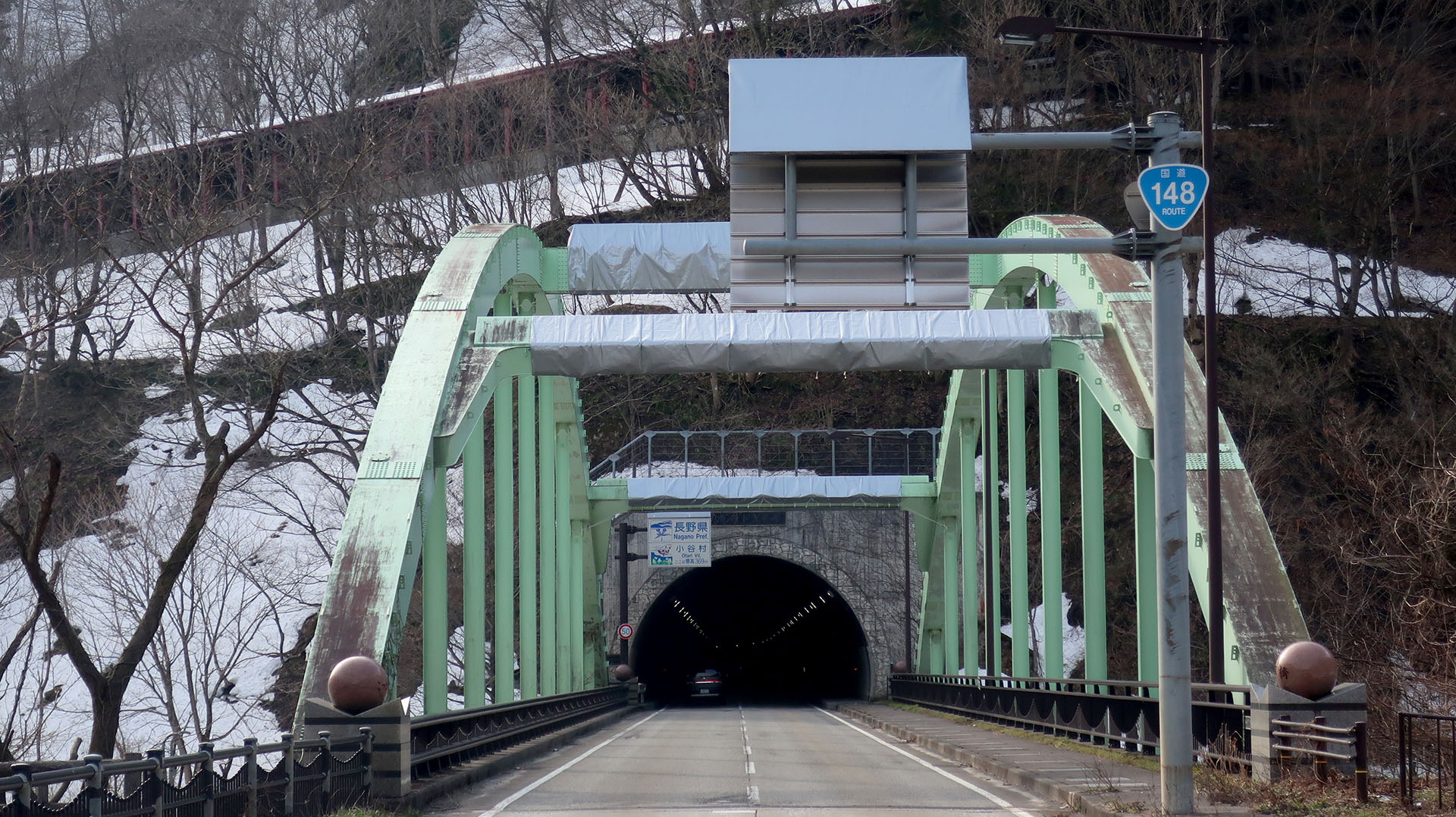
長野、新潟県境に架かる国界橋
新潟県糸魚川市大所

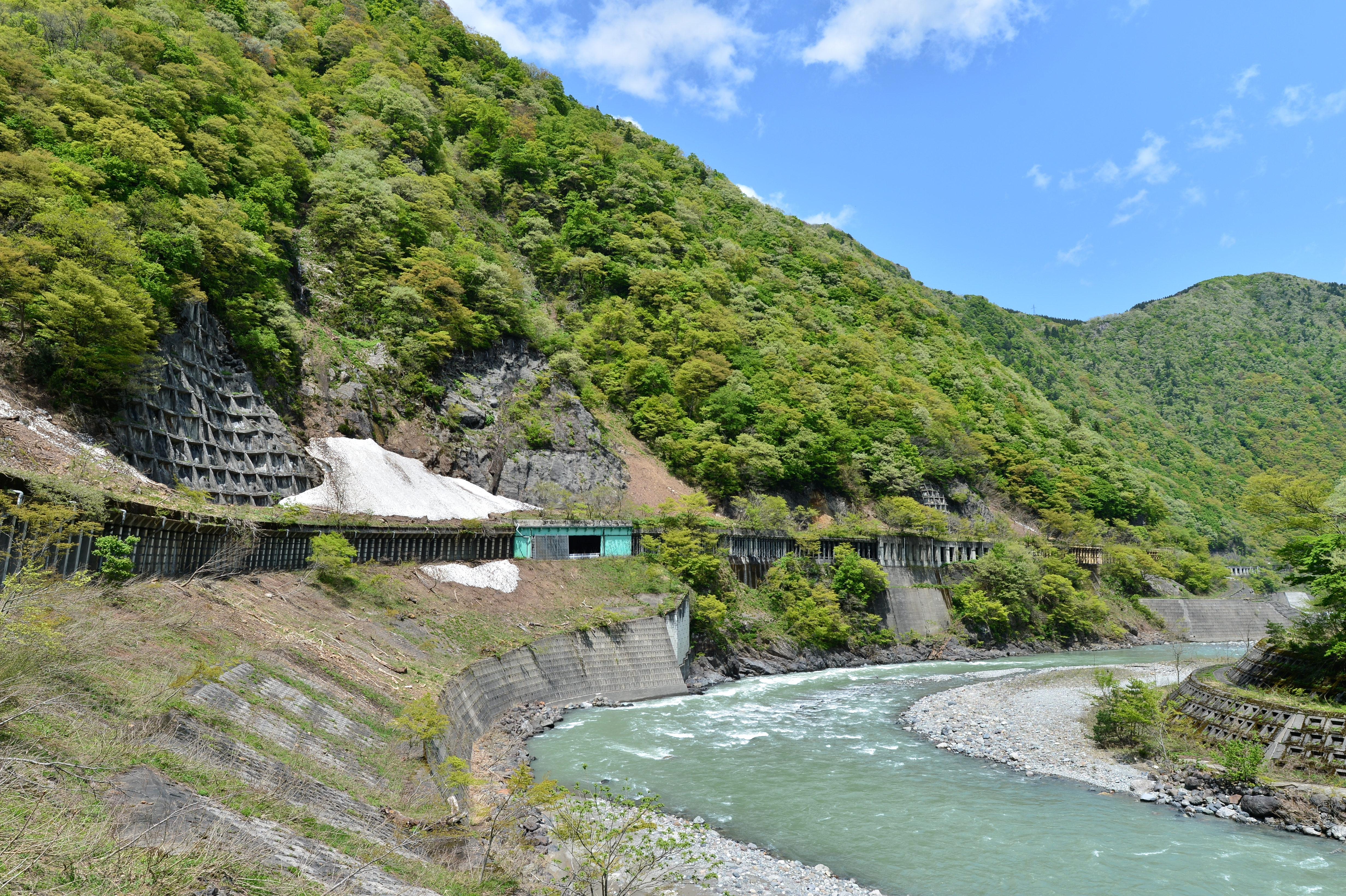
姫川渓谷沿いのスノーシェッド
（新潟県糸魚川市大字山之坊）

長野県内
小谷村中小谷丙の下里瀬（くだりせ）から、北小谷まで下里瀬・中土・平倉・外沢とトンネルが続く。小谷村の現道は小谷道路といい、千国街道（糸魚川街道）のバイパスでもある。北小谷を流れる姫川には小谷大橋が架かり、沿道に道の駅小谷がある。この付近では1995年の7.11水害の際に損壊したスノーシェッドが、道路脇に今も残る。長野・新潟県境にかけて、塩坂トンネル、湯原トンネルをくぐると、蒲原沢に架かる国界橋を渡り、新潟県糸魚川市に入る。
新潟県内
大所トンネルをくぐり、平岩集落より北側にある姫川渓谷沿いは、スノーシェッドの連続である。県境の糸魚川市大所から根小屋までの約15 km区間にある防雪施設は、スノーシェッド（約5.9 km）、雪崩防止柵（約0.6 km）が続き、他にトンネル（延長計4.0 km）がある。

### 通称
- 塩の道
- 千国街道
- 糸魚川街道
- 安曇野街道
- 松本街道

### バイパス
- 大町バイパス

大町バイパスは国道147号とまたがる。
国道148号起点の大黒町交差点から南借馬交差点までの旧道は2011年（平成23年）4月に国道指定が解除され、長野県道31号長野大町線の単独区間となったため、大町バイパスが現道となった。

- 木崎湖バイパス（大町市平字木崎 - 同市平字稲尾）
- やなばバイパス（大町市平字中綱）
- 青木湖バイパス（大町市平字中綱 - 北安曇郡白馬村大字神城字佐野坂）
- （北安曇郡白馬村大字神城字飯森）
- 森上バイパス（北安曇郡白馬村大字北城）
- かよう工区（北安曇郡白馬村）[40]
- 白馬北工区（北安曇郡白馬村）- 未開通
- 雨中・月岡バイパス（北安曇郡小谷村） - 未開通
- 中土バイパス（北安曇郡小谷村大字中小谷丙 - 同村大字中土）
- 新外沢トンネル（北安曇郡小谷村大字中土 - 同村大字北小谷）
- 小谷道路（北安曇郡小谷村大字北小谷 - 糸魚川市大字大所）
- 平岩バイパス（糸魚川市大字大所 - 糸魚川市大字山之坊）
- 小滝隧道（糸魚川市大字小滝）
- 根小屋バイパス（糸魚川市大字根小屋）
- 山本バイパス（糸魚川市大字根小屋 - 同市大字大野）
- 松糸・今井道路（糸魚川市大字山本 - 同市上刈五丁目） - 松本糸魚川連絡道路の一部。未開通。
- （糸魚川市上刈七丁目 - 同市横町一丁目）

### 地域高規格道路
- 松本糸魚川連絡道路（未開通）（大町市 - 糸魚川市）

### 道路施設

#### 橋梁
- 平川橋（北安曇郡白馬村）
- 松川橋（北安曇郡白馬村）
- 楠川大橋（北安曇郡白馬村）
- 栂池大橋（北安曇郡小谷村）
- 月岡橋（北安曇郡小谷村）
- 柳瀬橋（北安曇郡小谷村）
- 小谷大橋（北安曇郡小谷村）
- 国界橋（北安曇郡小谷村 - 糸魚川市）
- 新大所川橋（糸魚川市）[41]
- 山本橋（糸魚川市）
- 中山橋（糸魚川市）

#### トンネル

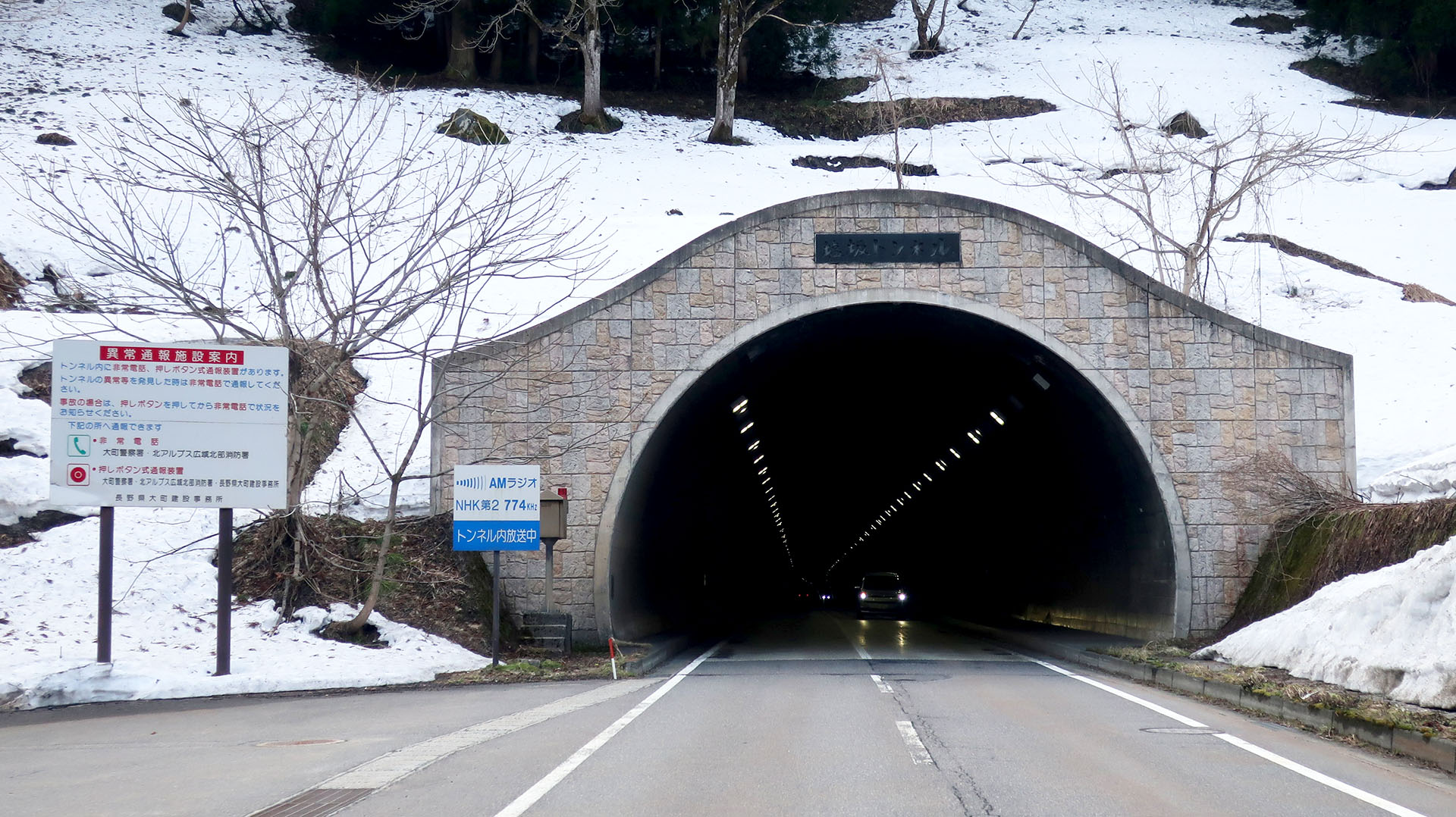
塩坂トンネル
長野県北安曇郡小谷村

- 木崎湖トンネル（大町市）937 m
- 青木湖1号トンネル（大町市）196 m
- 青木湖2号トンネル（大町市）269 m
- 青木湖3号トンネル（大町市）50 m
- 青木湖4号トンネル（大町市）50 m
- 新佐野坂トンネル（大町市）369 m
- 下里瀬トンネル（北安曇郡小谷村）357 m
- 中土トンネル（北安曇郡小谷村）1,228 m
- 平倉トンネル（北安曇郡小谷村）706 m
- 新外沢トンネル（北安曇郡小谷村）1,360 m
- 塩坂トンネル（北安曇郡小谷村）1,065 m
- 湯原トンネル（北安曇郡小谷村）603 m
- 大所トンネル（糸魚川市）2,315 m[41]
- 山之坊トンネル（糸魚川市）465 m[41]
- 茶臼隧道（糸魚川市）48 m
- 赤石平トンネル（糸魚川市）590 m
- 小滝隧道（糸魚川市）188 m
- 大前トンネル（糸魚川市）330 m

#### 道の駅
- 長野県
  - 白馬（北安曇郡白馬村）
  - 小谷（北安曇郡小谷村）

## 地理

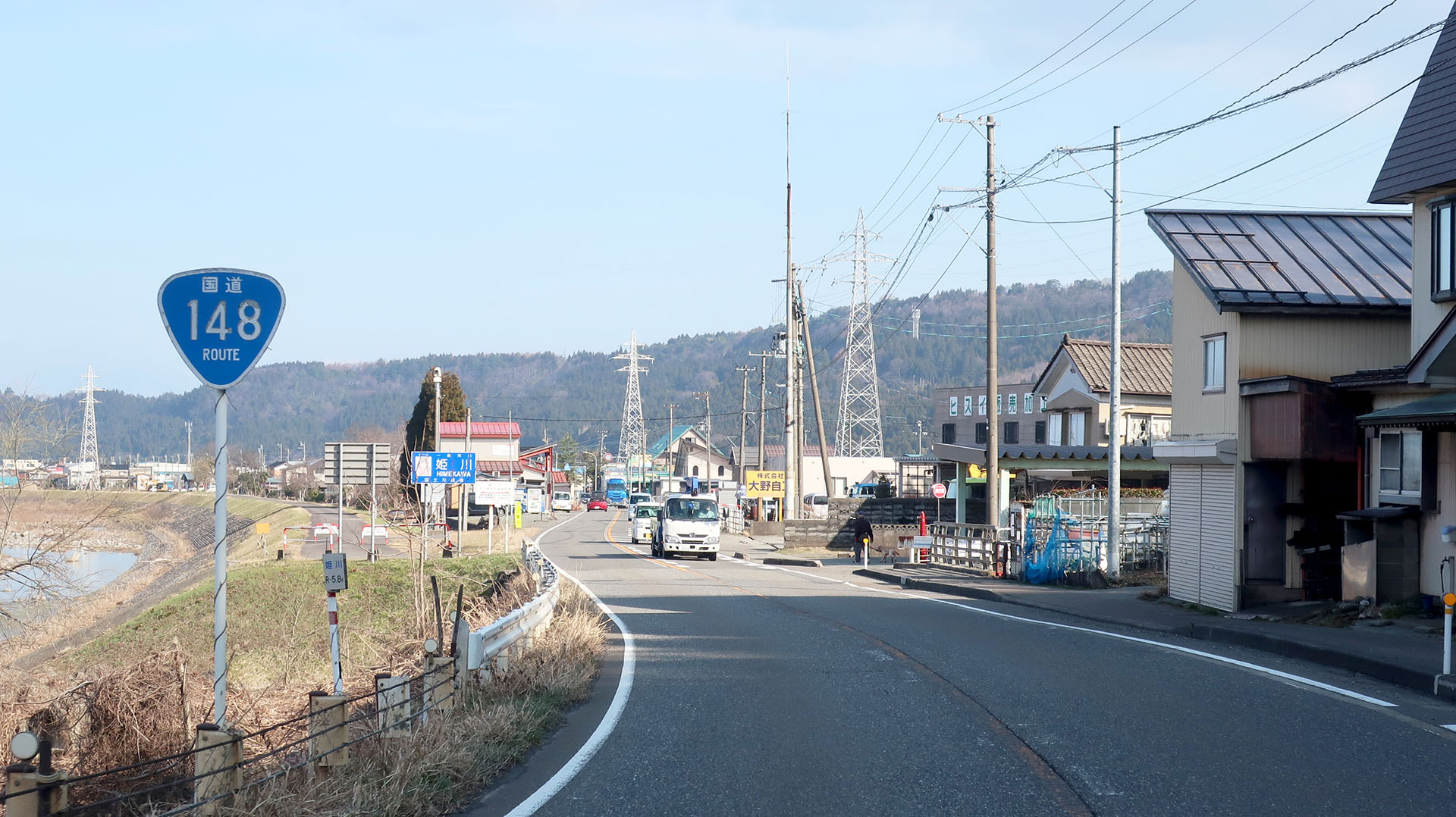
新潟県糸魚川市大野
（2021年3月撮影）

松本市より北は広々した平坦地が続く安曇野で、信濃大町を過ぎて信濃川水系の高瀬川と姫川の分水稜となる佐野坂峠を通る。白馬村付近では、北アルプスの山並みが大きく迫る眺めが見られる。沿線は、北アルプスの山岳の秘湯や温泉宿、リゾートホテルがある温泉地が数多くあり、多くの観光客でにぎわうところである。オリンピック会場にもなった白馬や八方尾根周辺は、スキー場も多い。

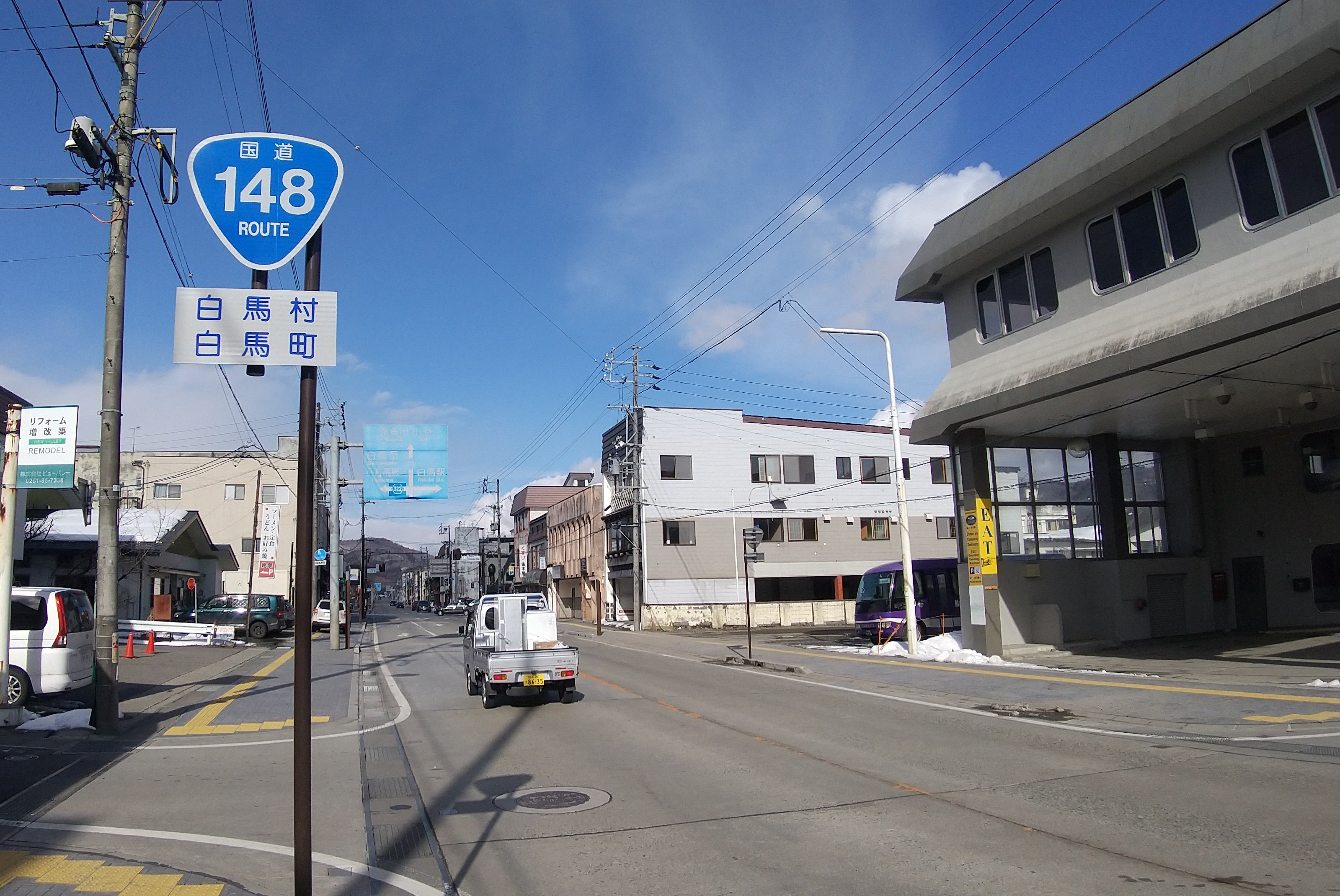
大糸線の白馬駅前で。

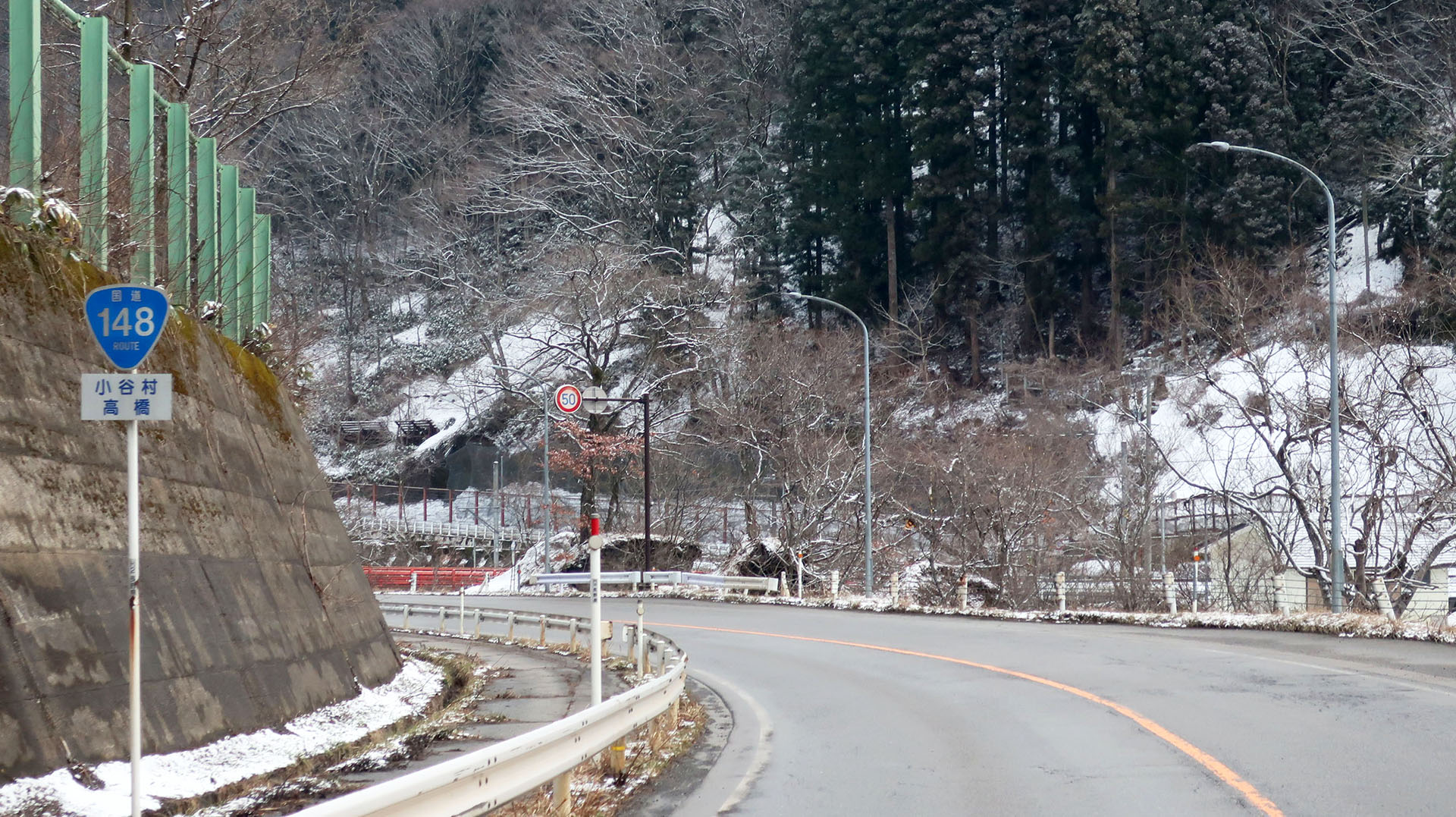
長野県北安曇郡小谷村高橋
（2021年3月撮影）

長野県内
起点の一中東交差点は、大町バイパスの途中交差点となっている。大町バイパス終点の南借馬交差点を抜け、少し走ると左手に仁科三湖（木崎湖、中綱湖、青木湖）を見て、大町市と北安曇郡白馬村の境界をまたぐ佐野坂峠を越える。峠を過ぎ、北安曇郡白馬村より北へは姫川の流れに沿って並走して神城まで長い下り坂となっている。左手には、北アルプス白馬連峰を見ることができる。白馬の市街地を過ぎると、姫川沿いに出て深い谷に入っていく。北安曇郡小谷村に入ると、道路の線形性は悪くなる。小谷の中心である雨中（うちゅう）を通り、下里瀬（くだりせ）にでる。
新潟県内
長野・新潟県境はトンネルが続き、平岩集落に出る。平岩交差点を右折すると、国道148号の旧道となっており、平岩駅、姫川温泉、白馬大仏、葛葉峠へ行くことができる。平岩を通過すると、姫川渓谷沿いを走る。小滝まで出ると、谷が開けてきて糸魚川の街を見ることができる。北陸自動車道糸魚川ICを過ぎ、左手に明星セメントの工場を見ることができる。えちごトキめき鉄道日本海ひすいラインを渡ると、糸魚川市街地に出る。終点の横町交差点で国道8号へ接続する。

### 通過する自治体
- 長野県
  - 大町市 - 北安曇郡白馬村 - 北安曇郡小谷村
- 新潟県
  - 糸魚川市

### 交差する道路
長野県大町市

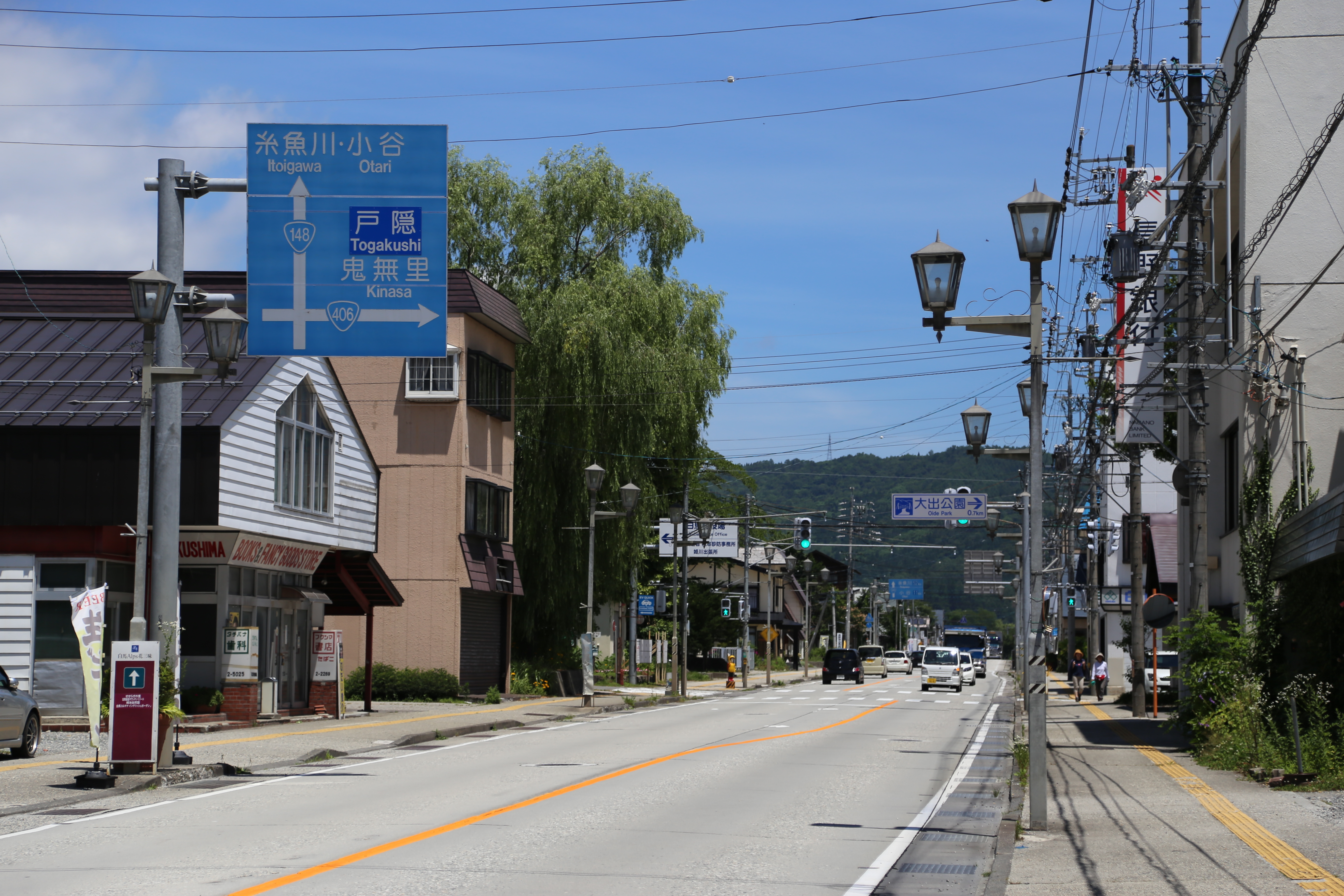
国道406号との分岐
長野県北安曇郡白馬村北城

- 国道147号・長野県道31号長野大町線・長野県道474号信濃大町停車場線：大黒町交差点、起点
- 国道147号・長野県道326号槍ヶ岳線：一中東交差点
- 長野県道45号扇沢大町線：俵町一丁目交差点
- 長野県道31号長野大町線：南借馬交差点
- 長野県道325号白馬岳大町線：平木崎
- 長野県道393号小島信濃木崎停車場線：稲尾駅前交差点
- 長野県道324号青具簗場停車場線：平・青木湖付近立体交差

長野県北安曇郡白馬村
- 長野県道33号白馬美麻線：神城飯森付近
- 長野県道322号白馬岳線：白馬駅前交差点
- 国道406号：北城
- 長野県道433号千国北城線：岩岳入口交差点

長野県北安曇郡小谷村
- 長野県道433号千国北城線：千国
- 長野県道330号奉納中土停車場線：下里瀬交差点
- 長野県道114号・新潟県道225号川尻小谷糸魚川線：小谷温泉口交差点

新潟県糸魚川市
- 新潟県道375号平岩停車場蒲原線：国界橋付近
- 新潟県道483号山之坊大峰小滝線：平岩
- 新潟県道483号山之坊大峰小滝線：小滝
- 新潟県道526号蒲池西山線：小滝
- 長野県道114号・新潟県道225号川尻小谷糸魚川線：根知谷入口交差点
- 新潟県道156号頸城大野停車場線：大野
- 新潟県道222号西中糸魚川線：上刈5丁目交差点 - 横町南交差点で重複
- 国道8号：横町交差点、終点

### 峠
- 葛葉峠
- 佐野坂峠